# Ловешка средновековна крепост
 Тази статия е за крепостта в Ловеч.  За града в Южна България вижте Хисаря.  За други значения вижте Хисар.
Ловешката средновековна крепост е разположена на хълм, наречен през периода на османското владичество „Хисаря“. Намира се в южната част на град Ловеч. Днес е част от Архитектурно-историческия резерват „Вароша“.
Началото на създаването на Ловешката средновековна крепост е датирано според археологически данни през IX-X век. Започва своя живот във времето на Първата българска държава. Разположена е на две естествено защитени тераси. Тогава е построена и крепостната стена. Има главно отбранителни функции и е рядко населена. Тук живее ограничен брой цивилно население, духовенство и главно войска.
В края на ХІІ в. крепостта е превърната в цитадела на средновековния град. Крепостните стени и сгради от ІХ-ХІІ в. продължават да съществуват с известни преустройства. Цитаделата на средновековния град заема площ от около 21 дка. Развръща се по предварителна концепция ново строителство на жилищни, стопански и църковни сгради. Оформени са и три архитектурни комплекса в различни части на града.
През 1187 г. византийският император Исак II Ангел предприема поход срещу провъзгласената Втора българска държава. Провежда обсада на крепостта Ловеч, която е неуспешна. След вземането на заложници византийската армия се изтегля в днешна Южна България. Крепостта е част от отбранителната система на Втората българска държава.
В началото на XIV век крепостта е резиденция на деспот Иван Александър, избран за цар на българите през 1331 г.
През времето на османското нашествие многократно се води борба за Ловешката средновековна крепост.
През 60-те години са извършени системни разкопки от археолога Йорданка Чангова. Научните резултати са публикувани през 2006 г. в монографията „Ловеч. Цитаделата на Средновековния град XII-XIV в.“. Живот в местността „Хисаря“ е имало през енеолита до средата на XIX в. XII-XIV век е период на разцвет на Ловешката средновековна крепост. От XVII до втората половина на XIX в. територията ѝ е некропол за тогавашните обитатели.
Голяма част от крепостта е реставрирана и е една от забележителностите на съвременен Ловеч. В западната ѝ част, където са основите на митрополитска църква, е издигнат огромен метален кръст, виждащ се от много точки на града. От вътрешността ѝ се разкрива красива панорама, обхващаща целия град, а зад нея може да се наблюдава лъкатушещата между хълмовете река Осъм, както и останки от римския път, пресичащ Ловеч в миналото.
От края на 2005 г. крепостта, заедно с намиращия се до нея паметник на Васил Левски, е снабдена със специално нощно осветление по подобие на Великотърновската крепост „Царевец“.